# نظائر الروبيديوم
لعنصر الروبيديوم نظيران طبيعيّان، الأوّل هو روبيديوم-85 85Rb وهو الأكثر وفرةً طبيعية بنسبة مقدارها 72.2%، أمّا النظير الثاني فهو روبيديوم-87 87Rb، وله وفرةٌ طبيعيّةٌ مقدارها 27.8%، وهو نظير مشعّ بشكلٍ طفيفٍ بعمر نصف مقداره 48.8 بليون سنة. لذلك يُصنّف الروبيديوم ضمن العناصر أحادية النظير، لأنّ النظير روبيديوم-85 هو النظير الوحيد المستقرّ نظرياً، ولذلك يصنّف الروبيديوم أيضاً ضمن العناصر المشعّة طبيعياً، وتبلغ قيمة النشاط الإشعاعي النوعي مقدار 670 بيكريل/الغرام، وهو مقدارٌ كافٍ من أجل إظهار شريط تصوير ضوئي في مدّة تبلغ 110 أيّام.
من جهة أخرى، فإنّه يوجد هنالك حوالي 30 نظير مُصطَنع بأعمار نصف أقلّ من ثلاثة أشهر. من بينها النظير روبيديوم-82 82Rb، ويُصطَنع من عمليّة التقاط إلكترون للنظير سترونتيوم-82، الذي له عمر نصف مقداره 25.36 يوم. للنظير روبيديوم-82 عمر نصف قصير نسبيّاً (76 ثانية)، وهو يضمحلّ إلى النظير كريبتون-82.
يتميّز النظير الطبيعي روبيديوم-87 بعمر نصف طويل جدّاً، تبلغ قيمته 48.8×109 سنة، وهي قيمة أعلى بثلاث مرّات من عمر الكون المُقَدّر بقيمة تبلغ (13.799±0.021)×109 سنة. لذلك يُصنَف ذلك النظير ضمن النويدات الابتدائية، ولذلك أيضاً يُستخدَم في التأريخ الإشعاعي للصخور (تأريخ بنظائر روبيديوم-سترونتيوم). إذ يضمحلّ الروبيديوم إلى النظير سترونتيوم-87 87Sr المستقرّ، وفق اضمحلال بيتا. أثناء عمليات التبلور التجزيئي الجيولوجية، يميل السترونتيوم إلى التركّز في صخور البلاغيوكلاس، تاركاً الروبيديوم قي الطور السائل؛ ولذلك فإنّ النسبة Rb/Sr في صهارة الماغما يمكن أن تزداد مع مرور الوقت، لذا تكون نتائج التمايز الصهاري في الصخور النارية ذات نسب مرتفعة من Rb/Sr، وهي تلاحظ مثلاً في البيغماتيت.